# مرده و رفته
«مرده و رفته» (به انگلیسی: Dead and Gone) تک‌آهنگی از هنرمند اهل ایالات متحده آمریکا تی. آی. همراه با جاستین تیمبرلیک است که در سال ۲۰۰۹ میلادی منتشر شد.